# Albrecht Dürer, o Velho

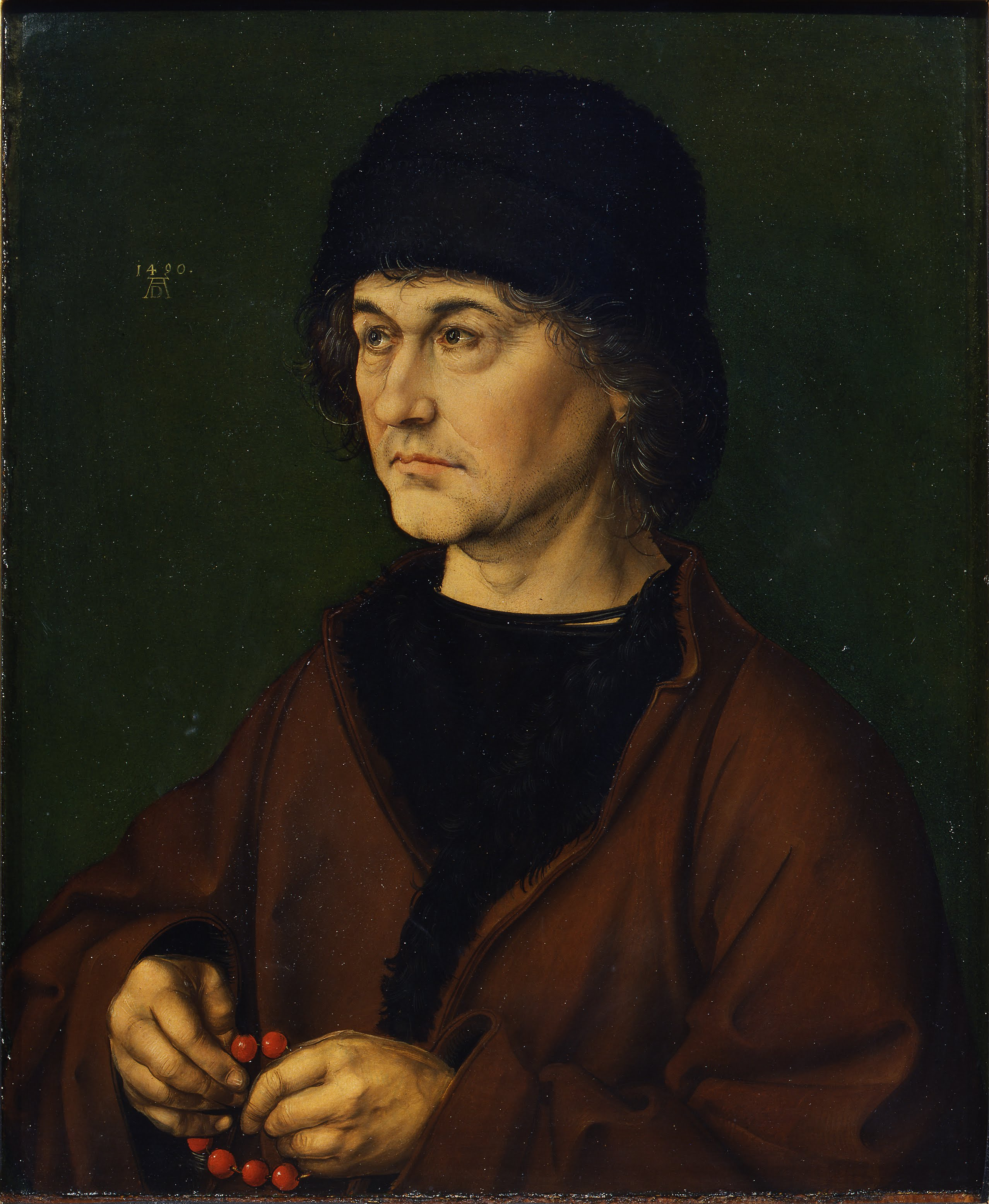
Retrato de Albrecht Dürer, o Velho, pelo filho, Albrecht Dürer.

Albrecht Dürer, o Velho (em alemão: Albrecht Dürer der Ältere, muitas vezes abreviado para Albrecht Dürer d. Ä.) (c. 1427 em Ajtós, perto de Gyula, Hungria — antes de 20 de setembro de 1502, Nuremberg) foi um ourives alemão de origem húngara, pai do célebre artista renascentista Albrecht Dürer. Era filho de Anton Dürer, também ourives, que em 1455 se mudou de Ajtós (ou Eytas, segundo as anotações de Dürer), perto de Gyula, na Hungria, para Nuremberga. Apelidado de "Ajtósi" (fabricante de portas), mudou o seu nome para Thürer, com o mesmo significado em alemão, mudando mais tarde para Dürer, de modo a ajustar o nome à pronúncia nuremburguesa. O brasão adquirido pela família, mais tarde desenhado por Dürer, filho, contém no seu escudo, aliás, uma porta aberta. Em 1467, no mesmo ano em que se tornava mestre ourives depois de doze anos de aprendizado, Albrecht Dürer, o Velho, com quarenta anos, casou-se com Bárbara Hallerin, de quinze anos, filha do seu mestre, Hieronymus Holper (também referido como Hyeronymus Haller), de quem teve dezoito filhos.

## Treinamento de Albrecht Dürer, o Jovem
O pai de Albrecht Dürer introduziu seu filho Albrecht, o Jovem, no comércio de ourives aos doze anos e ensinou-o a usar o cinzel e a ponta. Este último relata: “Quando estava em condições de trabalhar bem, [...] o meu gosto levou-me mais para a pintura do que para a ourivesaria [...] Mas deixou-me livre”.

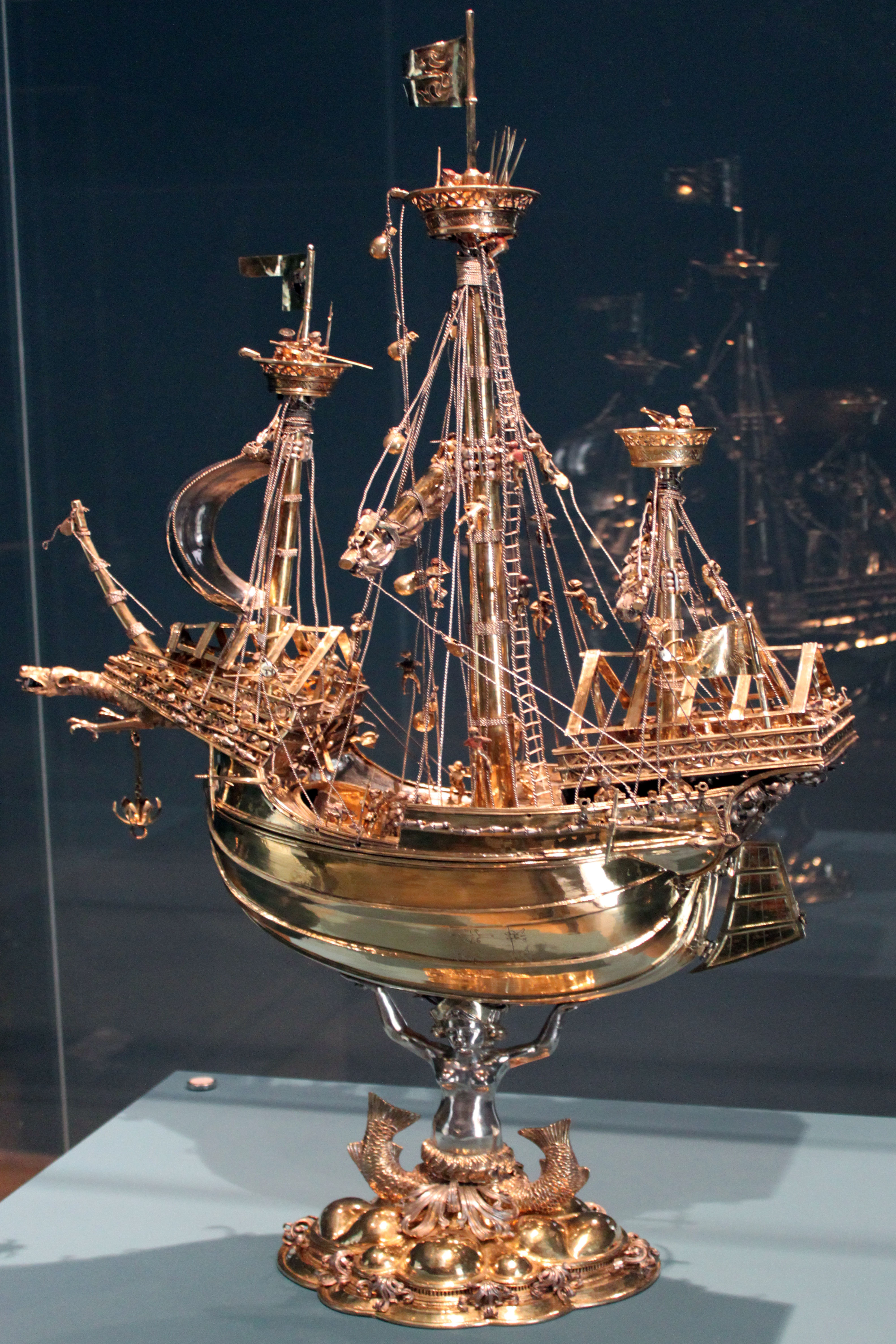
Nave de Schlüsselfeld (1503)

## Trabalhos
Embora Albrecht Dürer, o Velho, fosse famoso, é difícil atribuir-lhe esta ou aquela obra com certeza. Ele é geralmente creditado com uma decoração colocada no centro de uma mesa conhecida como Nave de Schlüsselfeld, estas peças eram utilizadas por razões estéticas mas também para colocar diversos alimentos. Uma decoração de mesa da Fundação da Família Schlüsselfelder, está em exibição desde 1875 no Germanisches Nationalmuseum. Vários historiadores da arte consideram esta obra como uma das últimas do mestre, sem que isto possa ser confirmado.
Muitos outros trabalhos estão documentados, mas não podem ser atribuídos a ele com certeza. Erwin Panofsky reconhece dois desenhos com uma ponta de prata.

### Trabalhos atribuídos
- Dois medalhões de prata para os músicos de Nuremberg, 1471.
- 24 taças de prata folheadas a ouro para a cidade de Nuremberg, quatro das quais com tampa, 1477.
- Vasilhame com várias peças para o bispo de Posen Uriel von Gorka, 1486.
- Duas taças de prata para o imperador Frederico III, 1489.
- Duas custódias para acomodar um espinho da coroa de Jesus e uma bola de chumbo das correias do chicote romano para a Igreja do Espírito Santo em Nuremberg.
- Copo duplo das posses do Cardeal Albert de Brandenburg.

### Retratos

#### Primeiro retrato
- O Retrato de Albrecht Dürer com Coroa de Rosas foi pintado por volta de 1490 por Albrecht Dürer com apenas 19 anos e retrata seu pai de 63 anos. A pintura é apresentada na Galeria Uffizi em Florença.

#### Segundo retrato
- Retrato datado de cerca de 1497 foi pintado por Albrecht Dürer Jr. quando ele tinha 26 anos e representa seu pai, então com 70.